# Spirostreptus iheringi
Spirostreptus iheringi är en mångfotingart som beskrevs av Henri W. Brölemann 1901. Spirostreptus iheringi ingår i släktet Spirostreptus och familjen Spirostreptidae. Inga underarter finns listade i Catalogue of Life.